# Segunda enseñanza (serie de televisión)
Segunda enseñanza es una serie de Televisión Española estrenada el 23 de enero de 1986 que consta de 13 capítulos de una duración aproximada de 55 minutos cada uno.

## Historia
La serie fue producida y dirigida por el realizador Pedro Masó, y Ana Diosdado fue su guionista además de protagonizarla. La música la creó el compositor Antón García Abril, mientras que el grupo musical Objetivo Birmania compondría una canción llamada como la serie. Masó, Diosdado y García Abril repetían en tareas que tres años antes les había proporcionado el éxito con la serie también emitida por TVE Anillos de oro.
Aunque pasó más inadvertida que su antecesora, Segunda enseñanza sirvió de presentación para un grupo de actores y actrices jóvenes que llegarían a ocupar la primera plana del panorama artístico español, como Maribel Verdú, Amparo Larrañaga, Ana Torrent, Gabino Diego, Aitana Sánchez-Gijón, Javier Bardem, Cristina Marsillach y Jorge Sanz, entre otros.
Fue rodada en Asturias, principalmente en las localidades de Oviedo y Luarca. 

## Argumento
Pilar Beltrán (Ana Diosdado) es una profesora de Historia de Bachillerato que decide instalarse en la ciudad de Oviedo junto a su hija Elvira (Cristina Marsillach), abandonando su ciudad natal, Madrid. En su nuevo destino, Pilar se implicará en las preocupaciones, inquietudes, problemas y alegrías de un grupo de adolescentes conflictivos. Allí tendrá una relación nada sencilla con el director del colegio, Jandro (Juan Diego).

## Reparto
- Ana Diosdado... Pilar Beltrán
- Juan Diego... Jandro
- Encarna Paso... Lucía
- Héctor Alterio... José Ramón
- Cristina Marsillach... Elvira Beltrán
- Patxi Bisquert... Rodri
- Ana Marzoa... Rosa Ferrer
- Joan Llaneras... Arturo
- Javier Escrivá... Alfonso Salas
- Amparo Larrañaga... Adela
- Silvia Marsó... Mari Paz
- Beatriz Santana... Ana
- Gabino Diego... José Luis
- María Luisa Ponte... Mercedes
- María Casanova
- Javier Bardem
- Paloma Gómez... Belén
- Blanca Marsillach... Ángela
- Amelia de la Torre... Doña Ludivina
- Ana Tsang... Mikiko
- Aitana Sánchez-Gijón... Isa
- David Paul Piaget
- Ramón Goyanes
- Sonia Martínez
- Silvia Leblanc
- Elena Cores
- Luis Barbero
- Luis Escobar
- Javier Loyola
- Avelino Cánovas

## Episodios
- Los campeones
  - Reparto:
    - Jorge Sanz,
    - Marisa de Leza,
    - Ricardo Merino,
    - Ana Torrent,

- El oscurantismo
  - Reparto: 
    - Tony Fuentes
    - Úrsula Grim,
    - Juan Messeguer,
    - Emiliano Redondo,

- La era de Acuario
  - Reparto: 
    - Paca Gabaldón,
    - Juan Diego,
    - Carlos Larrañaga,
    - Maribel Verdú,
    - Avelino Cánovas

- Renacimiento
  - Reparto: 
    - Aitor Merino,

- La religión y el hombre
  - Reparto:

- Los pueblos del caballo
  - Reparto: 
    - Tony Isbert,
    - Juan Carlos Naya,
    - José Luis Pellicena,
    - Alejandra Grepi,
    - María Silva,
    - Eduardo MacGregor,
    - Licia Calderón,
    - María Isbert

- La vieja libertad
  - Reparto: 
    - Pep Corominas,
    - Gemma Cuervo,
    - Francisco Piquer,
    - Flavia Zarzo

- Tabúes
  - Reparto: 
    - Adela Armengol,
    - Manuel Torremocha,
    - Josep Maria Pou,

- Un momento crucial del homo sapiens
  - Reparto: 
    - Simón Andreu,
    - Manuel Tejada,
    - Manuel Zarzo,
    - Manuel Andrés,
    - Lydia Bosch

- El mito del eterno retorno
  - Reparto: 
    - Fernando Guillén Cuervo,
    - Cayetana Guillén Cuervo,
    - Lola Merino,
    - Paula Martel,
    - Lola Lemos

- Por David y Goliath
  - Reparto: 
    - Eduardo Calvo,
    - María Fernanda D'Ocón,
    - Mari Carmen Prendes,

- Alejandro el Grande y Alfonso el Casto
  - Reparto:

- De Beltrán, Beltraneja
  - Reparto: 
    - Conrado San Martín,
    - Mari Carmen Prendes,
    - Julián Lago,
    - Carmen Rossi,
    - Aitor Merino